# Canthon candens
Canthon candens là một loài bọ cánh cứng trong họ Bọ hung (Scarabaeidae).